# 愛知県道163号一場中小田井線
愛知県道163号一場中小田井線（あいちけんどう163ごう いちばなかおたいせん）は、愛知県清須市から愛知県名古屋市西区に至る一般県道である。

## 概要

### 路線データ
- 起点：愛知県清須市一場町（愛知県道190号名古屋一宮線（岐阜街道、鮎鮨街道）交点）
- 終点：愛知県名古屋市西区中小田井（愛知県道162号松河戸西枇杷島線交点）

## 沿革
- 1959年（昭和34年）12月15日：認定

開通当初は一場山田線として認定された。

## 別名
- 信長街道（清須市、名古屋市西区、北名古屋市、岩倉市、江南市）
- 岩倉街道（清須市、名古屋市西区、北名古屋市、岩倉市、江南市）
- 柳街道（清須市、名古屋市西区、北名古屋市、岩倉市、江南市）

## 地理

### 通過する自治体
- 愛知県
  - 清須市 - 名古屋市（西区）

### 交差する道路
- 愛知県道136号一宮清須線・愛知県道190号名古屋一宮線（岐阜街道、鮎鮨街道）（一場交差点）
- 愛知県道153号浅井清須線（春日場交差点）
- 国道22号（名岐バイパス）（下之郷交差点）
- 名古屋高速16号一宮線（春日入口）
- 愛知県道165号春日小牧線（浅野町交差点より市道経由）
- 愛知県道63号名古屋江南線（名草線）（城町交差点・大木曽交差点間で重複）
- 愛知県道59号名古屋中環状線（新平田橋北詰）
- 国道302号（名古屋環状2号線）（新平田橋交差点）
- 愛知県道162号松河戸西枇杷島線（名古屋市西区中小田井1丁目）

### 沿線
- TOPPAN中部事業部
- 名古屋市営平田荘
- 名古屋市営地下鉄鶴舞線・名鉄犬山線 上小田井駅
- 名鉄犬山線 中小田井駅
- 庄内緑地